# João Cinamo
João Cinamo (em grego: Ἰωάννης Κίνναμος ou Κίναμος ou Σίνναμος; romaniz.: Ioánnes Kínnamos, Kínamos ou Sínnamos; em latim: Cinnamus; fl. século XII) foi um historiador bizantino. Ele era o secretário imperial (em grego:  Grammatikos, provavelmente um posto ligado à administração militar) do imperador bizantino Manuel I Comneno (r. 1143–1180), a quem ele acompanhou em campanhas pela Europa e Ásia Menor. É provável que Cinamo tenha sobrevivido a Andrônico I Comneno, que morreu em 1185.

## Biografia
Cinamo foi o autor de uma história que cobriu os anos de 1118 a 1176, continuando assim "A Alexíada" de Ana Comnena, cobrindo os reinados de João II e Manuel I, chegando até a fracassada campanha de Manuel contra os turcos e que terminaria com a desastrosa Batalha de Miriocéfalo e a destruição do exército imperial. É provável que ele tenha sido uma testemunha ocular dos eventos dos últimos dez anos descritos em sua obra.
A obra de Cinamo termina abruptamente, embora seja altamente provável que a original continuasse até a morte de Manuel. Há também indicações de que a obra atual seja uma epítome de uma obra muito maior. O herói da narrativa é Manuel e, ao longo dela, Cinamo sempre procura realçar o que ele enxerga como a superioridade do Império Bizantino sobre o ocidente. Similarmente, ele é feroz oponente do que ele vê como as pretensões do papado. Mesmo assim, ele escreve com a objetividade de um soldado e, ocasionalmente, admite sua ignorância de certos eventos. A obra é bem organizada e seu estilo, copiado de Xenofonte, é simples, especialmente quando comparado com o floreado literário de outros autores gregos do período. William Plate considera-o como o melhor historiador europeu do período.
A João Cinamo também é atribuída a autoria de um livro sobre um dos imperadores ângelos, porém acredita-se que este livro tenha se perdido (talvez juntamente com o resto de sua obra-prima).